# 日本鉄道矯正会
日本鉄道矯正会（にっぽんてつどうきょうせいかい）は、1898年（明治31年）4月5日に結成された日本鉄道の労働組合である。

## 成立
日清戦争後に全国各地の工場で労働争議が増加する中、1898年に日鉄の機関方や火夫が「我党待遇期成大同盟会」を結成し、待遇改善を要求する日本鉄道機関方争議を引き起こした。単なる賃上げ等の待遇改善だけでなく、職名改称（機関方→機関手、心得→機関手心得、火夫→乗務機関生、掃除夫→機関生）による労働者の地位向上も掲げていた点で従来の労働争議よりも進歩的と言える。各地で嘆願書を一斉に提出し、遵法闘争を開始した。これに対し日鉄側は石田六次郎、安居彦太郎など首謀者10名を解雇することで対抗したが、機関方は電信で連絡をとり2月24日夜に一斉ストライキへと踏み込み、400名ほどが罷業、東北本線上野駅 - 青森駅間の全線で列車が運休する事態に陥った。ストライキは27日頃に終結したが、その後4週間に渡る組織的団体交渉の末に同盟側が勝利した。そして争議を終えた4月5日に同盟は解散され日本鉄道矯正会が結成された。
労働組合としては労働組合期成会の支援により鉄工組合が1897年（明治30年）12月1日に発足しているが、それに対し矯正会は日本初の企業別労働組合とされている。他の鉄道会社からの加入要請は拒み、あくまでも企業別組合に拘った。その上労働争議という設立経緯もあり鉄工組合よりも結束の度合いが強かった。全員加入制を目指しており他の業種にも影響が及び、1899年（明治32年）には会員数が約1,000人に上っている。争議資金の積立も行っていたという。

## 特徴
「矯正会」という名称は労働者の社会的地位向上を目指したものであり、そのため会員の修養と技術錬磨を重視し悪弊の解消を目指した。会員にはキリスト教徒や禁酒志向者が多く、石田をはじめとする日本鉄道機関方争議の首謀者も半数がキリスト教徒であった。1898年末に石田は他の矯正会員とともに禁酒会を設立し、一般社会への働きかけを行った。だが1900年以降には社会主義支持へと転化していった。

## 解散
1900年（明治33年）に第2次山県内閣が治安警察法を制定したことにより、労働運動は衰退の一途を辿ってゆく。
1901年（明治34年）、明治天皇の陸軍大演習視察のため11月6日に御召列車を上野駅より出発させた。その後11月10日に列車は瀬峰駅へ向け仙台駅を出発、小牛田駅に停車した。だが先行列車牽引機の蒸気圧に不具合が発生し、瀬峰駅手前で停車していた。そのため定刻を過ぎても先行列車からの到着連絡が小牛田駅に入らず、御召列車はそこで停車したままだった。連絡を待つわけにもいかず、運転取扱規定を無視し強引に御召列車を発車させたところ、機関士が先行列車を確認し急ブレーキをかけた。
追突事故には至らなかったが、矯正会が大演習に対しストライキを計画していたというデマが流布していたこともあり、蒸気圧不具合も矯正会の工作関与が疑われた。現に先行列車の牽引機は以前にも機関士より不具合報告があったものの、点検をせずに運用し続けていた。結局この事故の処遇を巡り政府より矯正会に解散命令が出された。労働組合期成会、社会民主党や鉄工組合もこの時期に解散命令が出されており、労働運動は一時衰退へと向かっていった。

## 参考資料
- 『日本史小辞典』新版、山川出版社、2001年
- 『日本国有鉄道百年史』日本国有鉄道[要文献特定詳細情報]
- 二村一夫著作集 第6巻『高野房太郎とその時代』(76)
- 大原クロニカ『社会・労働運動大年表』解説編